# Gran Premio di Modena
Il Gran Premio di Modena  (inizialmente noto come Circuito di Modena) è stata una corsa automobilistica di velocità in circuito disputata a Modena tra il 1927 e il 1961.

## Storia

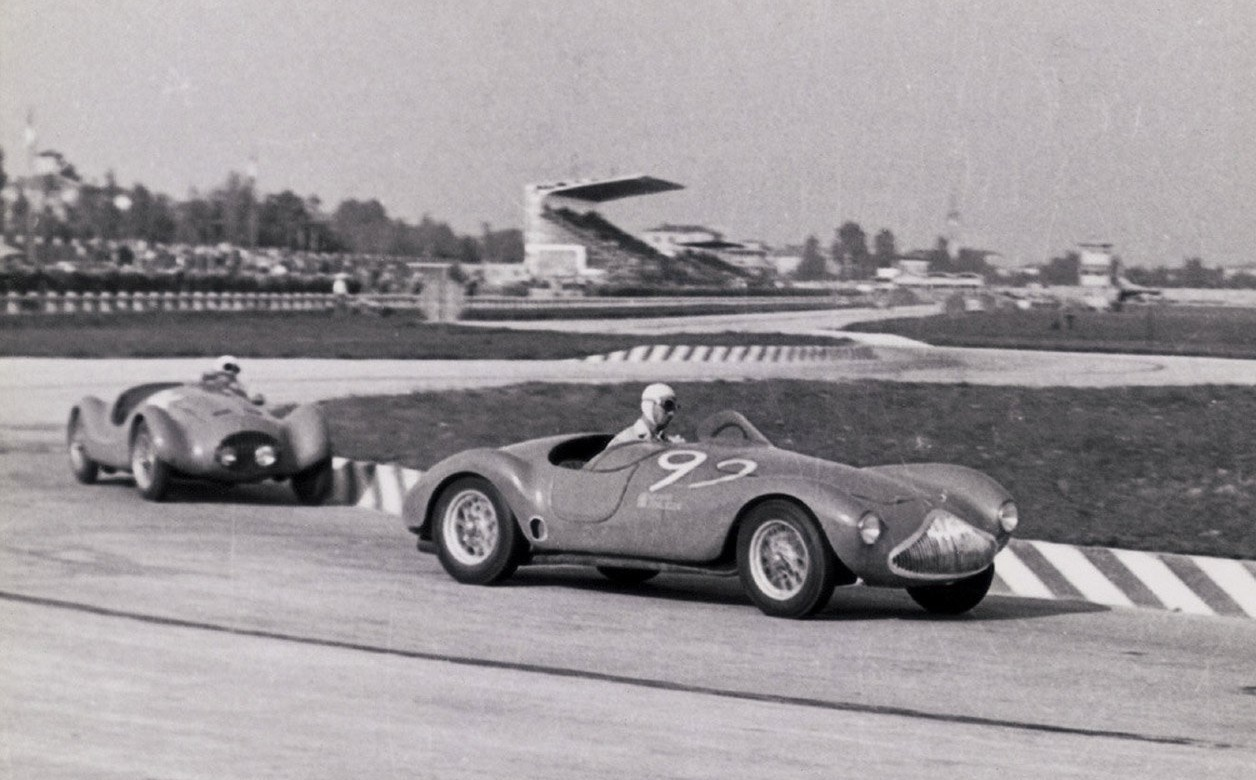
Gran Premio di Modena disputato l'8 settembre 1950

Le prime due edizioni si disputarono su un circuito stradale di 12km collocato alla periferia di Modena, e furono entrambe vinte da Enzo Ferrari. Dopo alcuni anni di pausa, la competizione venne ripristinata nel 1938 su un più breve tracciato stradale nei pressi del centro storico (conosciuto come Circuito del Parco o Anello dei Viali), dove si sfidavano le potenti vetture di Formula Grand Prix, alla cui guida Tazio Nuvolari colse tre successi.
Nel dopoguerra si tennero altre due edizioni, nuovamente con vetture sport, ma nel 1947 un grave incidente causò la morte di 5 spettatori e pose fine alla competizione stradale modenese.
Furono quindi avviati i lavori per la progettazione e costruzione di un impianto permanente, l'Aerautodromo di Modena, inaugurato nel 1950 con il primo Gran Premio di Modena.
Su questo tracciato si disputarono complessivamente sette edizioni del Gran Premio, solitamente riservato a vetture di Formula 2 e in alcuni casi Formula 1.
Il 1961 fu l'ultimo anno e segnò anche la cessazione delle competizioni automobilistiche nel circuito, ormai ritenuto inadeguato allo scopo e da lì in poi utilizzato solo per competizioni motociclistiche e prove private, fino alla definitiva chiusura avvenuta negli anni 1970.

## Albo d'oro
Circuito di Modena
| Anno | Denominazione                 | Pilota                       | Vettura                           | Classe               | Resoconto |
| ---- | ----------------------------- | ---------------------------- | --------------------------------- | -------------------- | --------- |
| 1927 | I Circuito di Modena          | Enzo Ferrari Giulio Ramponi  | Alfa Romeo 6C 1500 SS             | Formula Libre        | Resoconto |
| 1928 | II Circuito di Modena         | Enzo Ferrari / Eugenio Siena | Alfa Romeo 6C 1500 SS Compressore | Formula Libre        | Resoconto |
| 1934 | III Circuito di Modena        | Tazio Nuvolari               | Maserati 6C 34                    | Grand Prix           | Resoconto |
| 1934 | III Circuito di Modena Junior | Raffaele Cecchini            | MG K3                             | Voiturette (1100 cc) | Resoconto |
| 1935 | IV Circuito di Modena         | Tazio Nuvolari               | Alfa Romeo 8C-35                  | Grand Prix           | Resoconto |
| 1935 | IV Circuito di Modena Junior  | Ippolito Berrone             | Maserati 4CM-1500                 | Voiturette           | Resoconto |
| 1936 | V Circuito di Modena          | Tazio Nuvolari               | Alfa Romeo 12C-36                 | Grand Prix           | Resoconto |
| 1936 | V Circuito di Modena Junior   | Carlo Felice Trossi          | Maserati 6CM                      | Voiturette           | Resoconto |
| 1938 | VI Circuito di Modena         | Franco Cortese               | Maserati 6CM                      | Voiturette           | Resoconto |
| 1946 | VII Circuito di Modena        | Franco Cortese               | Lancia Astura Spider              | Sport                | Resoconto |
| 1947 | VIII Circuito di Modena       | Alberto Ascari               | Maserati A6 GCS                   | Sport                | Resoconto |

Gran Premio di Modena
| Anno | Denominazione             | Pilota             | Vettura            | Classe    | Resoconto |
| ---- | ------------------------- | ------------------ | ------------------ | --------- | --------- |
| 1950 | I Gran Premio di Modena   | Alberto Ascari     | Ferrari 166 F2/50  | Formula 2 | Resoconto |
| 1951 | II Gran Premio di Modena  | Alberto Ascari     | Ferrari 500 F2     | Formula 2 | Resoconto |
| 1952 | III Gran Premio di Modena | Luigi Villoresi    | Ferrari 500 F2     | Formula 2 | Resoconto |
| 1953 | IV Gran Premio di Modena  | Juan Manuel Fangio | Maserati A6 GCM/53 | Formula 2 | Resoconto |
| 1957 | V Gran Premio di Modena   | Jean Behra         | Maserati 250F      | Formula 1 | Resoconto |
| 1960 | VI Gran Premio di Modena  | Joakim Bonnier     | Porsche 718/2      | Formula 2 | Resoconto |
| 1961 | VII Gran Premio di Modena | Stirling Moss      | Lotus 18/21-Climax | Formula 1 | Resoconto |